# Floopaloo, waar ben je?
Floopaloo, waar ben je? (Flapacha, où es-tu ?) is een Franse animatieserie gecreëerd door Hugo Gittard en Jean Cayrol voor Xilam. Er zijn 104 afleveringen van dertien minuten en het komt in Frankrijk sinds 2011 op Télétoon+. De serie wordt nu herhaald door France 4 and France 5.
In Vlaanderen werd de serie uitgezonden op Ketnet van 3 september 2012 tot en met 6 augustus 2017.

## Verhaal
De serie gaat over Mats en Lisa, neef en nicht van elkaar, die samen op kamp zijn. Ze hebben een dagboek van hun oma dat gaat over de Floopaloo, de koning van het woud waar het kamp zich bevindt. Het bos zit vol magische dingen zoals vlinders die snorren stelen, rotsen die uit eieren komen, koekjes die mensen doen krimpen en hypnotiserende bijen. Mats heeft een blog en wil graag de Floopaloo fotograferen, maar het is niet gemakkelijk om alle mysterieuze dingen die er gebeuren geheim te houden voor de kampleiders. De volwassenen mogen natuurlijk niet weten dat het woud magisch is. Dat zou het einde van de Floopaloo kunnen betekenen...

## Stemmen

### Originele cast
- Matt (Mats): Victor Carles (Seizoen 1), Maxime Lezeau (Seizoen 2)
- Lisa: Orphée Silard
- Malik: Ludovic François (Seizoen 1), Kyham Djelloul (Seizoen 2)
- Greta: Clara Do Espirito Santo
- Bryan: Abraham Rist (Seizoen 1), Lounis Peter (Seizoen 2)
- Tweeling: Clara Poincaré
- Annette: Chloé Stefani

### Vlaamse cast
De Nederlandstalige versie werd geproduceerd door SDI Media in Vlaanderen. In het tweede seizoen, dat vier jaar na het eerste verscheen, hebben Mats en Malik een nieuwe stemacteur. De overige stemacteurs bleven behouden.
- Mats: Timo Descamps (Seizoen 1), Wout Verstappen (Seizoen 2)
- Lisa: Sara Gracia Santacreu
- Greta: Aline Goffin
- Tweeling: Liesbeth De Wolf
- Annette: Liesbeth De Wolf
- Bijrollen: Dieter Troubleyn

## Lijst van afleveringen

### Seizoen 1
| Nr. | Nederlandse titel                     | Franse titel                   |
| --- | ------------------------------------- | ------------------------------ |
| 1   | Wie heeft het gedaan?                 | Pas vu, pas pris               |
| 2   | Vuil meer                             | Le lac Crado                   |
| 3   | Verrassingsfeest                      | Boum secrète                   |
| 4   | Woeste wateren                        | Les pieds dans l'eau           |
| 5   | Een eindeloze dag                     | Nuit blanche                   |
| 6   | Zomercircus                           | Cirque d'été                   |
| 7   | Genoeg is genoeg                      | Trop, c'est trop               |
| 8   | Lachend zaad                          | Graine de clown                |
| 9   | Boom der wijsheid                     | L'arbre de la sagesse          |
| 10  | Maliks ding                           | Le truc de Malik               |
| 11  | Waarzegster                           | Ruses de sioux                 |
| 12  | Pak me dan als je kan                 | Alerte au glouton              |
| 13  | Tweeling                              | L'esprit du lac                |
| 14  | De jacht op het mopperende klaagwezen | La chasse au bougogneux râleur |
| 15  | Waanzinnige lijm                      | Ça colle !                     |
| 16  | Ik <3 sushi                           | Sushi d'amour                  |
| 17  | Deur dicht!                           | Attention aux courants d'air   |
| 18  | De grote broer                        | Le grand frère                 |
| 19  | De heuvel der geheimen                | La colline aux secrets         |
| 20  | Liefdesappel                          | Pomme d'amour                  |
| 21  | Groot klein kind                      | Un grand gamin                 |
| 22  | Eekhoorn voor een dag                 | Miss Casse-Noissettes          |
| 23  | Braambosbomen                         | La ronce des rêves             |
| 24  | Maak me wakker                        | Reveille-moi si tu peux        |
| 25  | Het is konijnentijd                   | Le coup de lapin               |
| 26  | Straffe tomaten                       | Drôles de tomates              |
| 27  | De fret met de 5 vlekken              | Le furet à cinq taches         |
| 28  | Volwassen voor een dag                | Chefs d'un jour                |
| 29  | De primeur van de eeuw                | Rendez-vous manqué             |
| 30  | Gouden truffel                        | Une truffe en or               |
| 31  | De onzichtbare jongen                 | Ni vu, ni connu                |
| 32  | Buitenaardse Ignace                   | Rendez-nous Hippolyte          |
| 33  | Tornado                               | Tornado                        |
| 34  | Supermats                             | Supermatt                      |
| 35  | De langste dag                        | Le jour le plus long           |
| 36  | De luie bijen                         | Jour de miel                   |
| 37  | Caloriearme bessen                    | Les mûres légères              |
| 38  | De kat van de Floopaloo               | Le chat de Flapacha            |
| 39  | Het verrassingsei                     | L'oeuf surprise                |
| 40  | Geluksamulet                          | Le porte-bonheur               |
| 41  | De prachtigste plant                  | La plus belle plante           |
| 42  | Koudegolf                             | Coup de froid                  |
| 43  | He, ik droom, toch?                   | Non mais je rêve !             |
| 44  | Hersenvlooien                         | Grosses têtes                  |
| 45  | Was getekend, Floopaloo               | Signé Flapacha                 |
| 46  | De diepe slaap                        | Le grand sommeil               |
| 47  | De Luiaardicus                        | Le Grosloups                   |
| 48  | Ignaces boemerang                     | Le boomerang d'Hippolyte       |
| 49  | De snor                               | La moustache                   |
| 50  | De bubbel                             | La bulle                       |
| 51  | Maanloze nacht                        | Nuit sans lune                 |
| 52  | Smaken en kleuren                     | Les goûts et les couleurs      |

### Seizoen 2
| Nr. | Nederlandse titel                   | Franse titel                    | Uitzenddatum (Ketnet)       |
| --- | ----------------------------------- | ------------------------------- | --------------------------- |
| 53  | De boomhut van de Floopaloo         | La cabane du Flapacha           | 1 september 2016            |
| 54  | Mini Mats                           | Mini Matt                       | 2 september 2016            |
| 55  | Muizenproblemen                     | Soucis de souris                | 3 september 2016            |
| 56  | Hat-sjie!                           | A tes souhaits                  | 4 september 2016            |
| 57  | Waaghals                            | Poule mouillée, tête brûlée     | 5 september 2016            |
| 58  | Broccolifiek                        | Broccolicieux                   | 6 september 2016            |
| 59  | Maliks ballingschap                 | L'exil de Malik                 | 8 september 2016            |
| 60  | De twee koninginnen                 | Les deux reines                 | 9 september 2016            |
| 61  | Bloesems standbeeld                 | La main à la pâte               | 10 september 2016           |
| 62  | De Floopaloo is verkouden           | Le rhume du Flapacha            | 11 september 2016           |
| 63  | Gulzig zwijntje                     | Le vilain petit gourmand        | 12 september 2016           |
| 64  | Ignace vindt zijn geluid            | Hippolyte cherche sa voix       | 13 september 2016           |
| 65  | Bobs aanbidder                      | L'admirateur de Bryan           | 15 september 2016           |
| 66  | Welkom bij de termieten             | Bienvenue chez les termites     | 16 september 2016           |
| 67  | De afgevaardigde                    | Le délégué                      | 17 september 2016           |
| 68  | Greta spreidt haar vleugels uit     | Greta sort de son cocon         | 18 september 2016           |
| 69  | Kleine wolk                         | Petit nuage                     | 19 september 2016           |
| 70  | Kleine Ignace                       | Petit Hippolyte deviendra grand | 20 september 2016           |
| 71  | Een cadeau met vacht                | Un cadeau au poil               | 22 september 2016           |
| 72  | Droomhaar                           | Une chevelure de rêve           | 23 september 2016           |
| 73  | Spookverhalen                       | La grande frousse               | 24 september 2016           |
| 74  | De knipkever                        | Le scarapince                   | 25 september 2016           |
| 75  | Voel je thuis                       | Faut pas se gêner !             | 26 september 2016           |
| 76  | Downloaden verboden!                | Téléchargement interdit !       | 27 september 2016           |
| 77  | De tweeling veranderen              | Les jumelles désaccordées       | 29 september 2016           |
| 78  | Er alles voor over hebben           | Prête à tout                    | 30 september 2016           |
| 79  | Grote leugenaar!                    | Gros menteur                    | 1 oktober 2016              |
| 80  | Plakkerig spul                      | La patacolle                    | 2 oktober 2016              |
| 81  | Een eindeloze fout                  | Une erreur sans fin             | 3 oktober 2016              |
| 82  | De knuffel van de Floopaloo         | Le doudou gros dodo             | 4 oktober 2016              |
| 83  | Geheime boekje-loos                 | Privée de carnet                | 6 oktober 2016              |
| 84  | Vrienden voor het leven?            | Amis pour la vie                | 7 oktober 2016              |
| 85  | Popcornpauze                        | Pause pop-corn                  | 8 oktober 2016              |
| 86  | De nacht van de vuurwerkbevers      | La nuit des castors filants     | 9 oktober 2016              |
| 87  | Het gat van de vergetelheid         | Le trou de l'oubli              | 10 oktober 2016             |
| 88  | De schoonmaakfee                    | La fée du logis                 | 11 oktober 2016             |
| 89  | Slechte verliezer                   | Mauvais joueurs                 | 13 oktober 2016             |
| 90  | Zijne majesteit Bob                 | Sa majesté Bryan                | 14 oktober 2016             |
| 91  | Bloesems lieveling                  | Le chouchou                     | 15 oktober 2016             |
| 92  | Laat het feestje beginnen!          | Que la fête commence !          | 16 oktober 2016             |
| 93  | Een nieuwe kampdirectrice           | Une nouvelle directrice         | 17 oktober 2016             |
| 94  | Zo emotioneel                       | Que d'émotions !                | 18 oktober 2016             |
| 95  | De wachters van de lach             | Le maître de la blague          | 20 oktober 2016             |
| 96  | Durf jij dit?                       | Cap ou pas cap ?                | 21 oktober 2016             |
| 97  | Eentje meer of minder               | Le compte est bon               | 22 oktober 2016             |
| 98  | Wie is de baas?                     | C'est qui le boss ?             | 23 oktober 2016             |
| 99  | Bedankt voor het cadeau!            | Merci du cadeau !               | 24 oktober 2016             |
| 100 | De liefde is een rebellerende vogel | L'amour est un oiseau rebelle   | 25 oktober 2016             |
| 101 | Ongewilde helden                    | Héros malgré eux                | 27 oktober 2016             |
| 102 | Eerste ontmoeting                   | Première rencontre              | 28 oktober 2016             |
| 103 | Radio Floopaloo                     | Radio Flapacha                  | 26 juli 2017 (enkel online) |
| 104 | Greta zaden                         | Graine de Greta                 | 26 juli 2017                |

Aflevering 103 is enkel uitgezonden via de website van Ketnet en niet via VRT Nu of op televisie.

## Trivia
In de aflevering 'Plakkerig spul' heeft Ignace een sleutelhanger met een poppetje van Hubert uit Hubert en Takako.